# Aperture Desk Job
Aperture Desk Job - це гра-екшен випущена Valve в 2022 році. Спін-офф серії Portal, вона була випущена одночасно з Steam Deck як технологічна демонстрація, що демонструє функції контролера платформи.

## Ігровий процес
Ігровий процес складається з перевірки продуктів за допомогою Ґрейді, модуля зі штучним інтелектом, подібним до багатьох інших у серії Portal. Гра слугує технічною демонстрацією для Steam Deck, більша частина гри відбувається перед столом з консолею керування. Різні сценарії використовуються для тестування різних функцій керування, наприклад, сегмент стрілянини з використанням акселерометра, або ситуація, коли гравець повинен написати своє ім'я, використовуючи сенсорний екран Steam Deck. Гра також доступна для персональних комп'ютерів з ОС Windows з використанням ігрового контролера.